# Кључало уље
Кључало уље у условима рата, подразумева велику количину уља загрејану на велику температуру, која се затим изливала на непријатеља. Често се описивало као добра одбрана од опсадног стања.
С обзиром да је уље релативно скуп ресурс, и да је тешко одржавати велику количину уља током опсаде, кључало уље током историје и није било толико уобичајено. Остале вреле супстанце као што су кључала вода, кључали катран или врућ песак пружали су значајно економичнији вид одбране, наравно било је и доста хладног оруђа као што је обично камење које је бацано. И поред свега тога, и кључало уље се могло видети на бедемима зидина.
У догађајима када је коришћено кључало уље, спољни делови бедема као што су терасе са рупама за уље били су од великог значаја за одбрану. Кључало уље се најчешће користило против напада пешадије са мердевинама, јер су изложене трупе имале велике потешкоће да се од уља одбране. Међутим, нападач је увек имао предност јер је бранитељ имао ограничене количине уља на бедему. 
Прво записано коришћење кључалог уља је за време опсаде Јерусалима током Првог јеврејско-римског рата.